# 洪雅凜
洪雅凜（韓語：홍아름，1989年3月28日—），韓國女演員。

## 演出作品

### 電視劇
- 2007年：KBS《仁順真漂亮》飾演 朴仁順（童年）
- 2008年：KBS《我的愛金枝玉葉》飾演 金寶莉
- 2009年：SBS《Dream》飾演 宋宥利
- 2009年：KBS《全都給你》飾演 孔穎熙／孔福順
- 2010年：KBS《Drama Special－RockRockRock》飾演 賢珠
- 2010年：NHK《大阪love&心》飾演 金秀蓮
- 2012年：MBC《武神》飾演 月兒／安心
- 2013年：KBS《蔘生》飾演 石蔘生
- 2013年：SBS《陌生人》（短劇）
- 2014年：TV朝鮮《火花裡》飾演 河致順
- 2014年：MBN《天國的眼淚》飾演 尹次瑩
- 2014年：MBC《湔雪的魔女》飾演 殷寶卿
- 2015年：tvN《不哭鳥》飾演 吳荷妮
- 2016年：SBS《大撲》飾演 蓮花
- 2017年：KBS《花開了，達順啊》飾演 高達順／韓恩率
- 2018年：KBS《明日也晴朗》飾演 崔有羅（特別出演）
- 2022年：KBS《紳士與小姐》飾演 咖啡店社長（特別出演）
- 2022年：KBS《加油，我的人生》飾演 朴子英
- 2023年：KBS《秘密的女人》飾演 毛勝孝（特別出演）

### 電影
- 2008年：《淺淺的睡眠》
- 2015年：《米酒女孩》
- 2016年：《爸爸回來了》

### MV
- 2007年：FTIsland 《等你回頭》
- 2008年：M.C The MAX 《Goodbye To Romance》
- 2014年：Gavy NJ 《I Wish》
- 2016年：KCM《古樹》
- 2016年：KCM《我們也像他人一樣》

## 獎項
| 年份   | 頒獎典禮           | 獎項                      | 作品               | 結果 |
| 2007年 | 第21屆KBS演技大賞  | 青少年演技獎              | 《仁順真漂亮》     | 提名 |
| 2008年 | 第22屆KBS演技大賞  | 女子新人獎                | 《我的愛金枝玉葉》 | 提名 |
| 2009年 | 第45屆百想藝術大賞 | 電視部門女子新人獎        | 《我的愛金枝玉葉》 | 提名 |
| 2012年 | 第39屆MBC演技大賞  | 連續劇部門 女子優秀演技獎 | 《武神》           | 提名 |
| 2013年 | 第27屆KBS演技大賞  | 日日劇部門 女子優秀演技獎 | 《蔘生》           | 提名 |
| 2015年 | 第52屆大鐘獎       | 女子新人獎                | 《米酒女孩》       | 提名 |
| 2015年 | 第35屆黃金攝影獎   | 女子新人獎                | 《米酒女孩》       | 獲獎 |
| 2017年 | 第31屆KBS演技大獎  | 日日劇部門 女子優秀演技獎 | 《花開了，達順啊》 | 提名 |

## 外部連結
- 洪雅凜的Instagram帳戶
- NAVER （页面存档备份，存于）